# Central Coast
Central Coast är en kommun i Australien. Den ligger i delstaten Tasmanien, i den sydöstra delen av landet, omkring 210 kilometer nordväst om delstatshuvudstaden Hobart. Antalet invånare var 21 362 vid folkräkningen 2016.
Följande samhällen finns i Central Coast:
- Ulverstone
- Penguin
- Kindred
- Gawler
- North Motton
- Sulphur Creek
- South Riana
- Riana
- Nietta
- Cuprona